# Cantonul Tonneins
Cantonul Tonneins este un canton din arondismentul Marmande, departamentul Lot-et-Garonne, regiunea Aquitania, Franța.

## Comune
- Clairac
- Fauillet
- Lafitte-sur-Lot
- Tonneins (reședință)
- Varès